# Modèle de motivation de l'entreprise
Le Modèle de Motivation d'Entreprise (MME), en anglais Business Motivation Model (BMM), représente l’architecture de l’entreprise. Il permet la réussite du développement, de la communication et de la gestion du business plan. Cette conception apporte de la clarté et de la cohérence au business plan. Le Modèle de Motivation d'Entreprise exprime :
1. Ce que veut devenir l’organisation (Finalités) ;
2. Comment faire (Moyens) ;
3. Quels sont les facteurs influenceurs (Facteurs impactant) ;
4. Qu’apportent les influences (Évaluation).

## Histoire
Initialement élaboré par le Business Rules Group (BRG), en septembre 2005, l'Object Management Group (OMG) a voté en faveur de l'acceptation du modèle de motivation d’entreprise comme sujet d'une demande de commentaires (en anglais, Request for comments ou RFC). Ceci signifie que l'OMG était disposé à considérer le modèle de motivation d'entreprise comme une spécification à adopter par l'OMG, sous réserve des commentaires des parties intéressées. L'adoption en tant que spécification de l'OMG implique que le modèle de motivation d'entreprise soit, à terme, soumis à l'Organisation internationale de normalisation (ISO) en tant que norme.
En août 2008, la version 1.0 a été publiée par OMG. En mai 2015, la version 1.3 de la spécification de BMM a été publiée : il s’agit de la dernière version stable.

## Éléments
Le MME est un outil permettant d’expliciter et ainsi de mieux comprendre la stratégie d’entreprise. Le BMM prend en compte la dimension interne à l’entreprise mais aussi les dimensions externes (facteurs impactant), cette démarche permet de justifier rigoureusement les actions stratégiques de l’entreprise (pourquoi, quoi, comment, et l’évaluation du résultat). Le MME est composé d’éléments fondamentaux, qui sont :
- Finalités : il s’agit du résultat escompté, l’objectif attendu par l’entreprise. Par exemple être le numéro 1 ou être une marque reconnue dans son domaine.
- Moyens : il s’agit de comment l’entreprise va procéder pour atteindre ses objectifs, c’est-à-dire quel dispositif, capacité, méthode, technique va mettre en place l’organisation pour atteindre ses objectifs.
- Facteurs impactant : ceux-ci sont neutres et factuels, ils peuvent avoir un impact sur l’organisation du point de vue de l’emploi des moyens ou de l’accomplissement de ses objectifs. Il existe deux types de facteurs impactant :

1. Les facteurs impactant externes : ce sont ceux qui sont à l’extérieur de l’organisation, dont les concurrents, les clients, les lois et règlements, les fournisseurs, la technologie, etc.
2. Les facteurs impactant internes : ce sont ceux qui sont à l’intérieur de l’organisation, dont l’infrastructure, les ressources, les habitudes, les opérations habituelles, etc.

- Évaluation : exprime le rapport entre des facteurs impactant et les objectifs et/ou moyens des plans de développement, et ainsi permet de déterminer les facteurs impactant les plus pertinents. Attention il s’agit d’une évaluation qui garde un caractère subjectif car l’individu choisi le facteur impactant qui lui semble le plus pertinent, il s’agit donc d’un jugement qui va affecter la capacité de l’organisation à atteindre ses buts ou à utiliser ses moyens. L’utilisation du SWOT (Forces, Faiblesses, Opportunités, Menaces) est souvent utilisé pour les évaluations[5].

## Normes de références
- Sémantique du vocabulaire métier et des règles métiers (en) (SBVR)
- POLDAT (en)
- Cadre Zachman